# Sternophysinx robertsoni
Sternophysinx robertsoni is een vlokreeftensoort uit de familie van de Sternophysingidae. De wetenschappelijke naam van de soort is voor het eerst geldig gepubliceerd in 1911 door Methuen.